# Ремс
Ремс (фр. Reims) је град на североистоку Француске, удаљен око 160 km од Париза, у региону Шампања-Ардени. По подацима из 2006. године број становника у месту је био 183.837.
Историја града је богата и сеже до римских времена. Ремс је био веома значајан град у историји Француске, јер су овде крунисани њени краљеви. Ова церемонија се одвијала у чувеној Катедрали у Ремсу (Катедрала Нотр-Дам). Ту је чувана „Света ампула“ (Sainte Ampoule) са светим уљем, које је по легенди донео бели голуб (Свети Дух) на крштењу франачког краља Хлодовеха I године 496. Ово уље се користило за миропомазање нових краљева Француске.
Најзначајнији културно-историјски споменици у Ремсу су: Марсова капија из римског доба, Катедрала Нотр-Дам из 13. века, Базилика св. Реми, палата Тау и други.
У Ремсу се не производи само шампањац, већ и текстил и прехрамбени производи.

## Географија

### Клима
| Клима (Ремс)               | Клима (Ремс) | Клима (Ремс) | Клима (Ремс) | Клима (Ремс) | Клима (Ремс) | Клима (Ремс) | Клима (Ремс) | Клима (Ремс) | Клима (Ремс) | Клима (Ремс) | Клима (Ремс) | Клима (Ремс) | Клима (Ремс)   |
| Показатељ \ Месец          | .Јан.        | .Феб.        | .Мар.        | .Апр.        | .Мај.        | .Јун.        | .Јул.        | .Авг.        | .Сеп.        | .Окт.        | .Нов.        | .Дец.        | .Год.          |
| -------------------------- | ------------ | ------------ | ------------ | ------------ | ------------ | ------------ | ------------ | ------------ | ------------ | ------------ | ------------ | ------------ | -------------- |
| Средњи максимум, °C (°F)   | 5,1 (41,2)   | 6,6 (43,9)   | 11,6 (52,9)  | 14,9 (58,8)  | 19,0 (66,2)  | 22,2 (72)    | 24,0 (75,2)  | 23,3 (73,9)  | 20,6 (69,1)  | 15,1 (59,2)  | 9,2 (48,6)   | 5,8 (42,4)   | 14,8 (58,6)    |
| Средњи минимум, °C (°F)    | -            | -            | 1,5 (34,7)   | 4,1 (39,4)   | 7,5 (45,5)   | 10,8 (51,4)  | 12,8 (55)    | 12,5 (54,5)  | 10,3 (50,5)  | 6,0 (42,8)   | 3,1 (37,6)   | 0,5 (32,9)   | 5,7 (42,3)     |
| Количина падавина, mm (in) | 43,6 (17,17) | 42,2 (16,61) | 50,8 (20)    | 43,4 (17,09) | 59,8 (23,54) | 58,8 (23,15) | 52,2 (20,55) | 49,4 (19,45) | 49,5 (19,49) | 51,5 (20,28) | 53,1 (20,91) | 49,8 (19,61) | 604,1 (237,83) |
| [ тражи се извор ]         |              |              |              |              |              |              |              |              |              |              |              |              |                |

## Демографија
| 1962.   | 1968.   | 1975.   | 1982.   | 1990.   | 1999.   | 2006.   | 2011.   |
| ------- | ------- | ------- | ------- | ------- | ------- | ------- | ------- |
| 133.914 | 152.967 | 178.381 | 177.234 | 180.620 | 187.206 | 183.837 | 180.752 |

## Партнерски градови
- Ахен
- Арлингтон
- Фиренца
- Бразавил
- Кентербери
- Салцбург
- Кутна Хора
- Мекнес
- Арлингтон

## Галерија
- Марсова капија
- Базилика св. Реми
- Градска већница
- Катедрала у Ремсу
- Скулптуре са фасаде катедрале
- Споменик Јованки Орлеанки у Ремсу
- Палата Тау